# Julius Bauditz
Julius Theodor Vilhelm Bauditz (12. august 1817 i København – 27. august 1885 sammesteds) var en dansk departementschef og ministersekretær, bror til bl.a. Ferdinand og Waldemar Gustav Otto Bauditz.
Han var søn af hofmarskal hos arveprins Ferdinand, generalmajor og kammerherre Ferdinand Christian Fürchtegott Bauditz og Caroline Holm, blev student 1834 fra Sorø Akademi og cand. jur. 1839. 1840 blev han hofjunker, 1841 volontør i Danske Kancelli, 1845 kammerjunker, 1847 kancellist, marts 1848 tilforordnet tilforordnet som sekretær hos den kgl. kommissarius ved Østifternes Provinsialstænders forsamling, 7. juni samme år hos den kgl. kommissarius ved Nørrejyllands Provinsialstænders forsamling. 8. december samme år blev Bauditz 3. fuldmægtig i Indenrigsministeriets kommunekontor, 1849 2. fuldmægtig, 1851 tillige konstitueret sekretær i Indenrigsministeriet, 1852 fast sekretær. 6. oktober 1854 blev han Ridder af Dannebrog. Fra december 1854 til september 1855 var han også sekretær for konseilspræsident Peter Georg Bang.
1855 blev han chef for sekretariatet i Ministeriet for Monarkiets fælles indre Anliggender, 1856 kammerherre, 1857 fungerende departementschef i Finansministeriet og chef for Domænedepartementet under Ministeriet for Monarkiets fælles indre Anliggender. 1858 fik han afsked med ventepenge, udnævntes til Dannebrogsmand og var samme år formand for Forsteksaminationskommissionen.
12. august 1884 blev han naturaliseret som dansk adelig.
Han var ugift.